# Brandaus
Brandaus ist das monatlich erscheinende offizielle Printmedium des Niederösterreichischen Landesfeuerwehrverbandes.
Es ging 1960 aus den Mitteilungen des Niederösterreichischen Feuerwehrverbandes hervor, die bereits seit 1886 erschienen waren. 1938 eingestellt, erschien dieser Vorgänger ab 1947 wieder unter dem alten Titel (zur Zeit des Nationalsozialismus bezogen die Feuerwehren in Österreich die nationalsozialistische Zeitschrift „Deutscher Feuerschutz“). Im Zuge einer umfassenden Modernisierung innerhalb des Niederösterreichischen Feuerwehrverbandes unter dem Landesfeuerwehrkommandanten Ferdinand Heger, erfuhr auch das Verbandsorgan eine grundlegende Erneuerung. Seit 1960 erscheint es unter dem heutigen Titel „Brandaus“ mit verändertem Layout und neuer inhaltlicher Ausrichtung.
Seit Beginn 2014 wird die monatlich erscheinende Zeitschrift der niederösterreichischen Feuerwehren zur Gänze im Landesfeuerwehrkommando druckfertig erstellt; seit 2009 bestand eine Kooperation mit dem Österreichischen Agrarverlag. Diverse Designadaptierungen waren schon in den Ausgaben zuvor erkennbar, da bereits mit der Doppelnummer Juli/August 2012 das Layout von Matthias Fischer erstellt wurde.
Redakteure der Zeitschrift waren Heinrich M. Heisers (1965–1969), Gunter Hirschkorn (1969–1976), Hans Schneider (1977–1988), Gerhard Linhartsberger (1988–1999), Jörg Würzelberger (1999–2006), Johannes Tanzler (2007–2009), Mathias Seyfert (2009–2010), Alexander Nittner (2010–2019, wieder seit 2023), Matthias Fischer (seit 2012), Markus Kellner (2019–2021) und Florian Steiner (2021–2023). Seit Jänner 2014 werden die Anzeigen und Inserate ebenso von den Redakteuren bearbeitet.

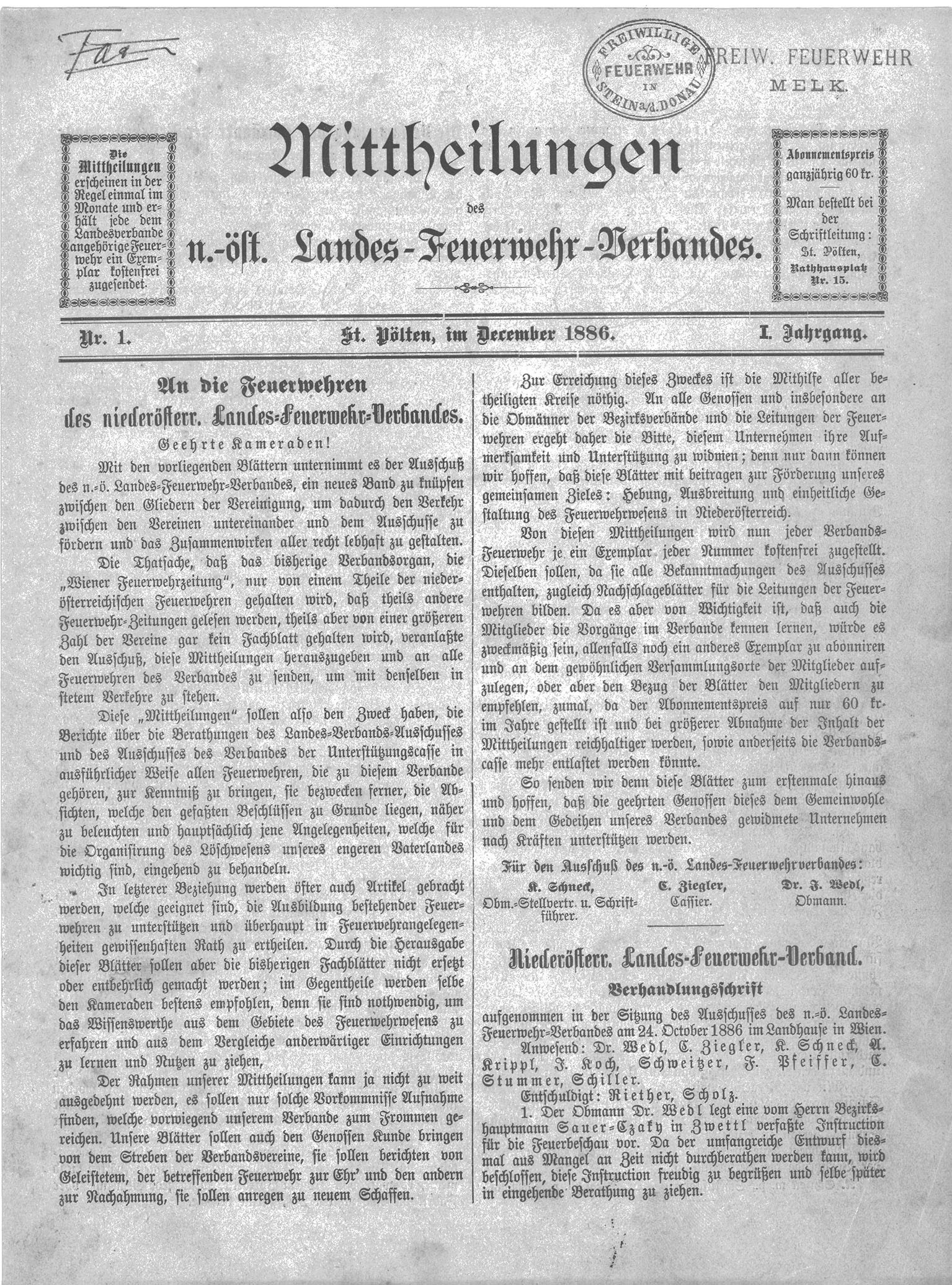
Ausgabe 1886
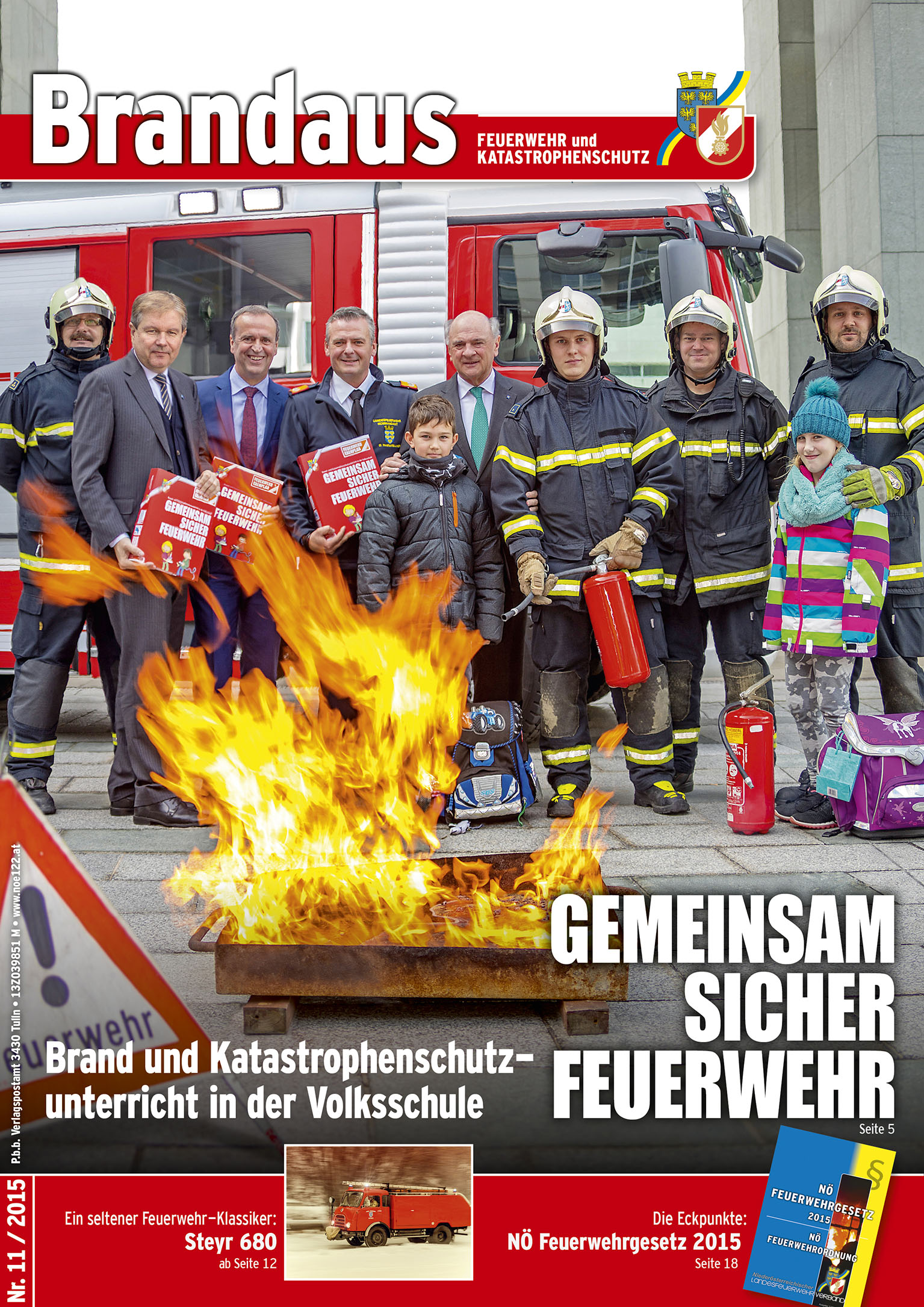
Titelblatt aus dem Jahr 2015
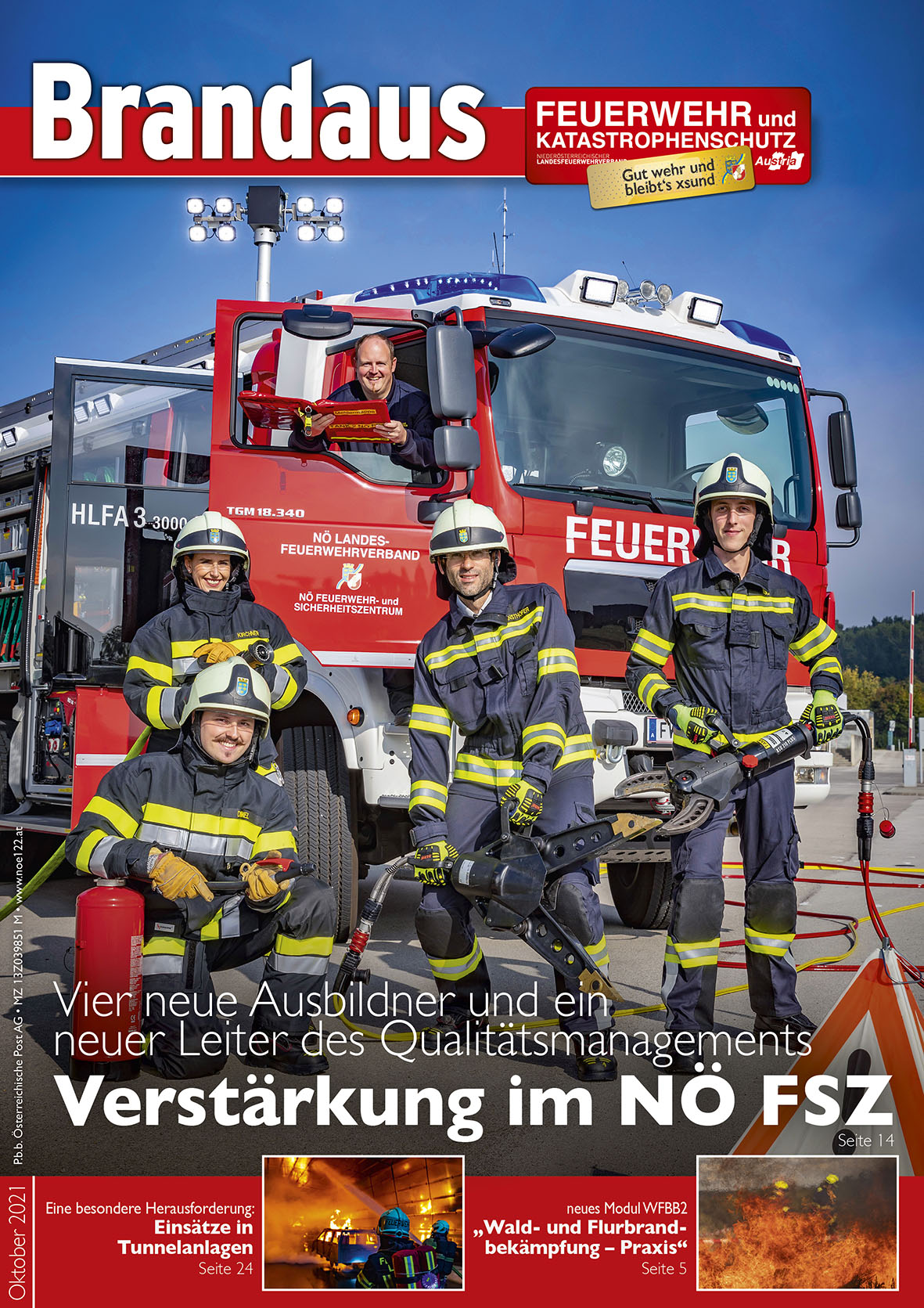
Die Oktober-Ausgabe aus dem Jahr 2021